# Mimudea illutalis
Mimudea illutalis là một loài bướm đêm trong họ Crambidae.